# 부곡초등학교 학포분교
부곡초등학교 학포분교는 대한민국 경상남도 창녕군에 있는 공립 초등학교이다.

## 학교 연혁
- 1934년 4월 16일 부곡공립보통학교 학포간이학교 개교
- 1943년 8월 21일 학포공립국민학교 승격
- 1982년 2월 14일 병설유치원 개원
- 1996년 3월 1일 학포초등학교로 개칭
- 1999년 9월 1일 부곡초등학교 학포분교 격하

## 참고 자료
- 부곡초등학교학포분교장 - 한국교육학술정보원 학교알리미